# Paulo Machado
Paulo Ricardo Ribeiro de Jesus Machado (Vila Nova de Foz Côa, 31 maart 1986) is een Portugees voormalig voetballer die doorgaans speelde als middenvelder. Tussen 2003 en 2021 was hij actief voor FC Porto B, FC Porto, Estrela Amadora, União Leiria, Leixões, Saint-Étienne, Toulouse, Olympiakos, Dinamo Zagreb, Aves, Mumbai City en opnieuw Leixões. Machado maakte in 2010 zijn debuut in het Portugees voetbalelftal en kwam uiteindelijk tot zes interlandoptredens.

## Clubcarrière
Machado speelde in de jeugdopleiding van FC Porto en speelde eerst in het belofteteam van de club, alvorens hij onder coach José Mourinho doorbrak in het eerste elftal. Tot constant speeltijd kwam het echter niet en achtereenvolgens werd de middenvelder op huurbasis gestald bij Estrela Amadora, União Leiria en Leixões. In 2008 werd hij verhuurd aan het Franse Saint-Étienne, als onderdeel van de transfer van Fredy Guarín naar Porto. Op 2 juli 2009 verkaste Machado naar Toulouse, waar hij een vierjarige verbintenis ondertekende. Drie jaar later maakte hij de overstap naar Olympiakos. Machado tekende een contract van drie jaar met de Kroatische club Dinamo Zagreb begin juni 2014. Medio 2017 verliet de Portugees Dinamo waarop hij ging voetballen voor Aves. Hier speelde de middenvelder één seizoen, waarna Mumbai City hem aantrok. Medio 2020 keerde Machado terug naar Portugal, waar hij opnieuw voor Leixões ging spelen. Een jaar later liep zijn contract af en besloot Machado op vijfendertigjarige leeftijd een punt te zetten achter zijn actieve loopbaan.

## Interlandcarrière
Machado debuteerde in het Portugees voetbalelftal op 17 november 2010. Op die dag werd een vriendschappelijke wedstrijd tegen Spanje met 4–0 gewonnen. De middenvelder begon op de bank en kwam in de tweede helft als invaller voor Nani het veld in. De andere debutant dit duel was Rui Patrício (Sporting Lissabon). Machado werd samen met vier andere toenmalige Dinamo Zagreb-spelers (Eduardo, Gonçalo Santos, Ivo Pinto en Wilson Eduardo) door bondscoach Fernando Santos opgeroepen op 28 september 2014 voor de Portugese voorselectie voor de vriendschappelijke wedstrijd tegen Frankrijk en de EK-kwalificatiewedstrijd tegen Denemarken.
| Interlands van Paulo Machado voor Portugal | Interlands van Paulo Machado voor Portugal | Interlands van Paulo Machado voor Portugal | Interlands van Paulo Machado voor Portugal | Interlands van Paulo Machado voor Portugal | Interlands van Paulo Machado voor Portugal | Interlands van Paulo Machado voor Portugal |
| №                                          | Datum                                      | Wedstrijd                                  | Uitslag                                    | Competitie                                 | Goals                                      |                                            |
| Als speler bij Toulouse                    | Als speler bij Toulouse                    | Als speler bij Toulouse                    | Als speler bij Toulouse                    | Als speler bij Toulouse                    | Als speler bij Toulouse                    | Als speler bij Toulouse                    |
| ------------------------------------------ | ------------------------------------------ | ------------------------------------------ | ------------------------------------------ | ------------------------------------------ | ------------------------------------------ | ------------------------------------------ |
| 1                                          | 17 november 2010                           | Portugal – Spanje                          | 4 – 0                                      | Vriendschappelijk                          |                                            |                                            |
| 2                                          | 9 februari 2011                            | Argentinië – Portugal                      | 2 – 1                                      | Vriendschappelijk                          |                                            |                                            |
| 3                                          | 26 maart 2011                              | Portugal – Chili                           | 1 – 1                                      | Vriendschappelijk                          |                                            |                                            |
| 4                                          | 29 maart 2011                              | Portugal – Finland                         | 2 – 0                                      | Vriendschappelijk                          |                                            |                                            |
| Als speler bij Olympiakos                  |                                            |                                            |                                            |                                            |                                            |                                            |
| 5                                          | 14 november 2012                           | Gabon – Portugal                           | 2 – 2                                      | Vriendschappelijk                          |                                            |                                            |
| 6                                          | 14 augustus 2013                           | Portugal – Nederland                       | 1 – 1                                      | Vriendschappelijk                          |                                            |                                            |

## Erelijst
| Competitie             |          |                  |          |          |
| Competitie             | Aantal   | Jaren            |          |          |
| FC Porto               | FC Porto | FC Porto         | FC Porto | FC Porto |
| ---------------------- | -------- | ---------------- | -------- | -------- |
| Supertaça              | 1        | 2004             |          |          |
| Olympiakos             |          |                  |          |          |
| Super League           | 2        | 2012/13, 2013/14 |          |          |
| Griekse voetbalbeker   | 1        | 2012/13          |          |          |
| Dinamo Zagreb          |          |                  |          |          |
| 1. HNL                 | 2        | 2014/15, 2015/16 |          |          |
| Hrvatski nogometni kup | 2        | 2014/15, 2015/16 |          |          |